# جوزيف جون تاكر
جوزيف جون تاكر هو سياسي كندي، ولد في 1832 في المملكة المتحدة، وتوفي في 23 نوفمبر 1914 في سانت جون في كندا. حزبياً، نشط في الحزب الليبرالي الكندي. وقد انتخب عضو مجلس العموم الكندي.